# Кликушин, Александр Павлович
Александр Павлович Кликушин — участник Великой Отечественной войны, полный кавалер Ордена Славы, наводчик орудия артиллерийской батареи 100-го гвардейского Гнезненского стрелкового полка, 35-й гвардейской Лозовской Краснознаменной орденов Суворова и Богдана Хмельницкого стрелковой дивизии, 8-й гвардейской армии, 1-го Белорусского фронта, гвардии сержант.

## Биография
Родился 23 ноября 1918 года в селе Леляевка Петровского уезда Саратовской губернии (ныне Новобурасский район, Саратовская область) в крестьянской семье. Русский. Окончил 4 класса. Работал трактористом в колхозе.
В Красной Армии с февраля 1940 года. В действующей армии — с августа 1941 года. Воевал на Юго-Западном, Сталинградском, снова на Юго-Западном (с 20 октября 1943 года — 3-й Украинский) и 1-м Белорусском фронтах. Принимал участие в оборонительных сражениях 1941 года, битве за Сталинград, освобождении Левобережной Украины, Никопольско-Криворожской, Березнеговато-Снигиревской, Одесской, Люблин-Брестской, Висло-Одерской и Берлинской наступательных операциях. В боях был ранен шесть раз, из них три — тяжело.
В ходе боёв за село Тарановка (ныне Змиевский район Харьковской области, Украина) наводчик рядовой А. П. Кликушин 24 августа 1943 года уничтожил 2 станковых и 12 ручных пулемётов, 2 деревоземляных огневых точки, до 20 солдат противника. 26 августа уничтожил группу снайперов и артиллерийского корректировщика, которые засели на церкви села Тарановка. 29 августа во время контратаки противника уничтожил до 50 вражеских солдат и поджёг склад с боеприпасами, способствовав успешному удержанию занимаемой позиции. Приказом командира дивизии награждён орденом Красной Звезды.
В бою за удержание плацдарма на берегу реки Днестр 10 мая 1944 года гвардии рядовой А. П. Кликушин в ходе отражения двух вражеских атак подбил 5 танков и уничтожил 5 транспортёров с пехотой противника. Приказом командующего 8-й гвардейской армией награждён орденом Красного Знамени.
В июне 1944 года 35-я гвардейская стрелковая дивизия была передислоцирована в полосу 1-го Белорусского фронта. В результате Люблин-Брестской наступательной операции части дивизии овладели плацдармом на западном берегу реки Висла в районе населённого пункта Магнушев (ныне Козеницкий повят, Мазовецкое воеводство, Польша). 9 августа 1944 года в бою по удержанию плацдарма А. П. Кликушин метким огнём орудия уничтожил до роты живой силы противника. Будучи раненым, отказался уйти в тыл и продолжал вести огонь.
Приказом командира 35-й гвардейской стрелковой дивизии от 30 августа 1944 года гвардии рядовой Кликушин Александр Павлович награждён орденом Славы 3-й степени.
С началом Висло-Одерской наступательной операции 100-й гвардейский стрелковый полк прорывал вражескую оборону на рубеже реки Радомка в районе села Бжуза (ныне гмина Гловачув, Козеницкий повят Мазовецкого воеводства, Польша). 14 января 1945 года А. П. Кликушин огнём прямой наводкой проделал проход в проволочном заграждении, уничтожил блиндаж и два станковых пулемёта противника, обеспечив успешную атаку переднего края врага на своём участке. В ходе дальнейшего наступления 30 января 1945 года при отражении контратаки противника уничтожил пулемёт и до 15 немецких солдат.
Приказом командующего 3-й гвардейской армией от 27 февраля 1945 года гвардии младший сержант Кликушин Александр Павлович награждён орденом Славы 2-й степени.
В ходе овладения населённым пунктом Киц (ныне район Меркиш-Одерланд, земля Бранденбург, Германия) орудие А. П. Кликушина продвигалось вперёд в боевых порядках пехоты. Точным огнём артиллеристы уничтожали пехоту противника в опорных пунктах, оборудованных в каменных домах. С 6 по 11 марта 1945 года расчёт орудия уничтожил 4 пулемёта, до 20 солдат противника и подавил огонь трёх огневых точек. Приказом командира 4-го гвардейского корпуса А. П. Кликушин был награждён орденом Отечественной войны 2-й степени.
В Берлинской наступательной операции 18 апреля 1945 года в бою в районе населённого пункта Требниц (ныне район Меркиш-Одерланд, земля Бранденбург, Германия) подавил две пулемётные точки и уничтожил свыше 20 солдат противника, обеспечив успешное продвижение наших подразделений. 23 апреля и в последующие дни в уличных боях в Берлине огнём орудия расчищал путь стрелковым подразделениям, способствуя выполнению боевых задач.
Указом Президиума Верховного Совета СССР от 15 мая 1946 года за образцовое выполнение боевых заданий командования в боях с немецко-фашистскими захватчиками на завершающем этапе Великой Отечественной войны гвардии сержант Кликушин Александр Павлович награждён орденом Славы 1-й степени.
В ноябре 1945 года демобилизован. Вернулся в родное село. Работал в колхозе трактористом.

## Награды
- Красного Знамени (приказ командующего 8 гвардейской армии от 14.08.1944 года)
- Отечественной войны 2-й степени (приказ командира 4-го гвардейского стрелкового корпуса от 31.03.1945 года)
- Орден Красной Звезды (приказ командира 353 стрелковой дивизии от 05.09.1943 года)
- Орден Славы 1-й степени(указ Президиума Верховного Совета СССР от 15.05.1946 года)
- Орден Славы 2-й степени (приказ командующего 3 гвардейской армии от 27.02.1945 года)
- Орден Славы 3-й степени (приказ командира 35 гвардейской стрелковой дивизии от 30.08.1944 года)
- Медали

## Память
- Именем А. П. Кликушина названа улица в посёлке городского типа Новые Бурасы Саратовской области.